# Soricide
Soricidele (Soricidae) sau chițcanii este o familie de animale insectivore. Soricidele arată în general ca niște șobolani cu bot lung, dar nu sunt rozătoare, au 5 gheare (șobolanii au 4) și fac parte din ordinul Soricomorpha.
Speciile care se întâlnesc în România sunt:
- Chițcan de grădină (Crocidura suaveolens)
- Chițcan de câmp (Crocidura leucodon)
- Chițcan de munte (Sorex alpinus)
- Chițcan de pădure (Sorex araneus)
- Chițcan pitic (Sorex minutus)
- Chițcan mic de apă (Neomys anomalus)
- Chițcan de apă (Neomys fodiens)